# John Tenniel

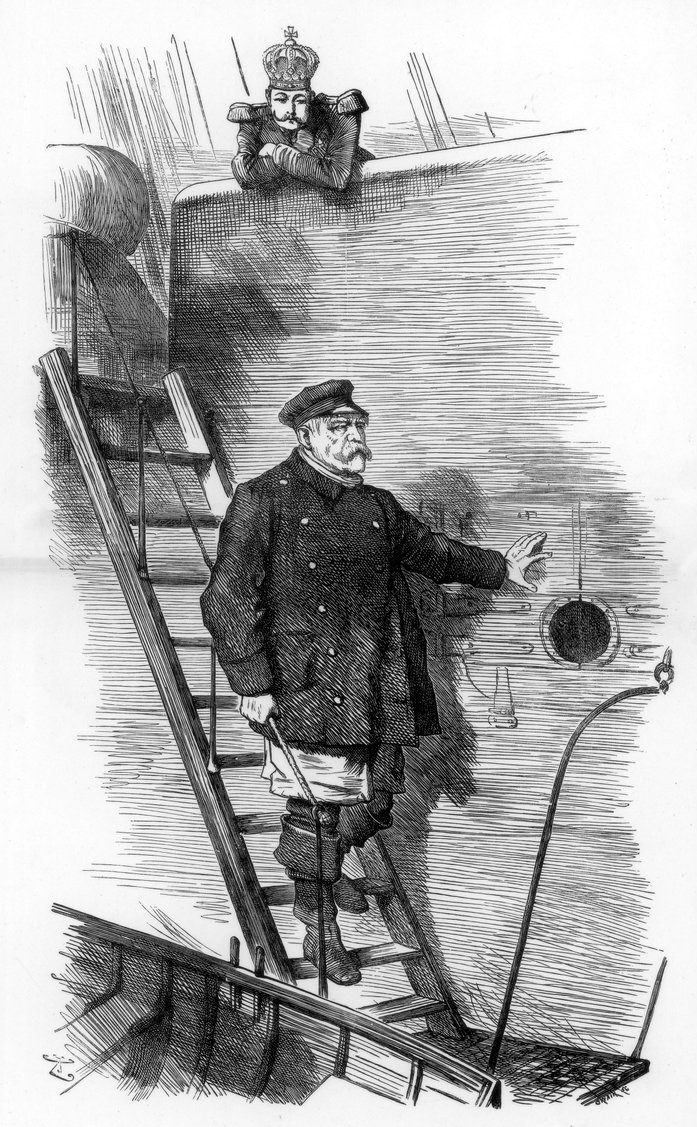
Dropping the Pilot (1890)

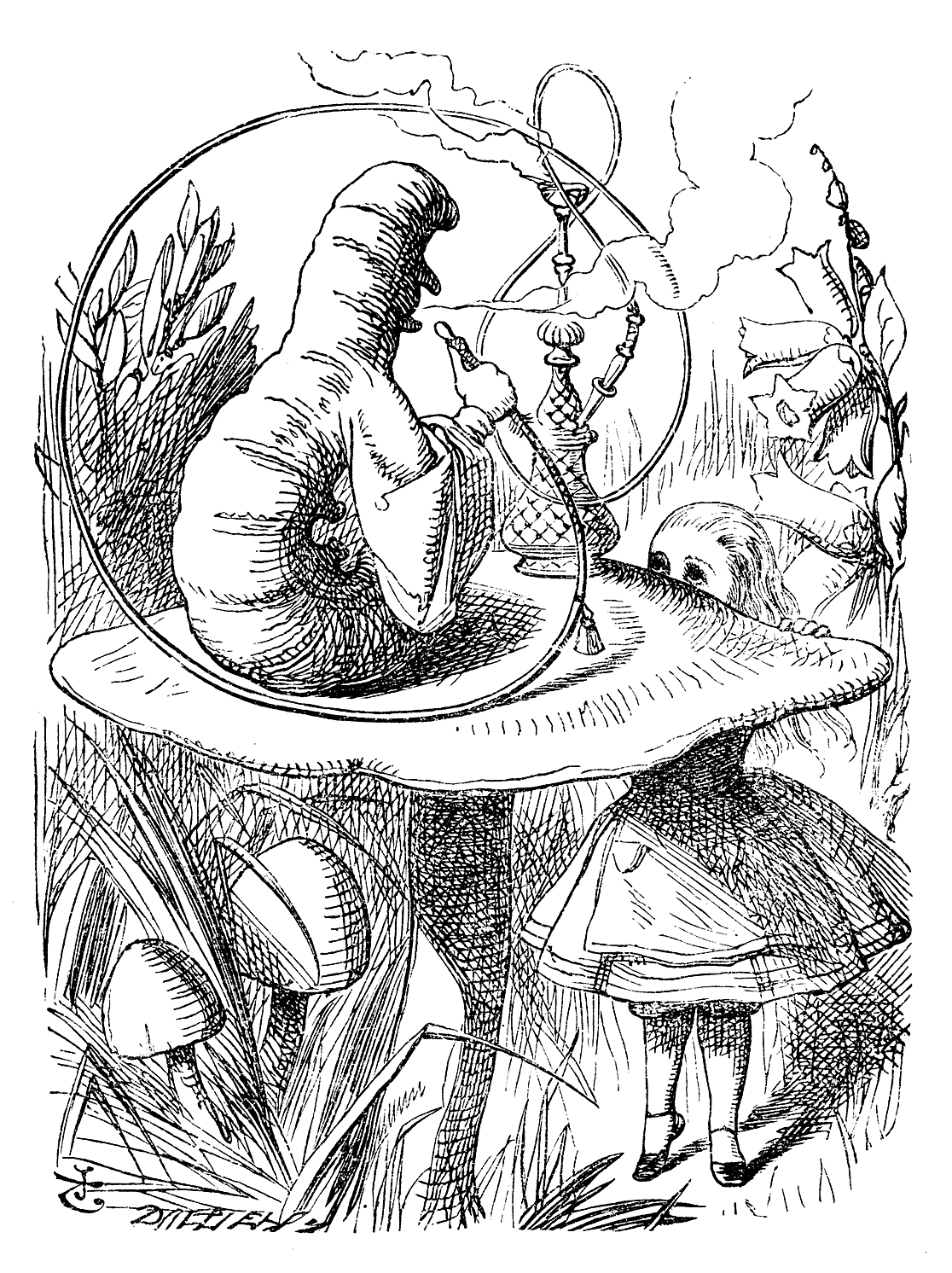
Alicja i Gąsienica z fajką wodną, ilustracja Alicji w krainie czarów

Sir John Tenniel (ur. 28 lutego 1820 w Londynie, zm. 25 lutego 1914 tamże) – angielski malarz i ilustrator. Zilustrował książki Lewisa Carrolla Alicja w Krainie Czarów (1865), Po drugiej stronie lustra (1872). Od 1850 pracował w satyrycznym magazynie „Punch”. Przez ponad 50 lat był jednym z czołowych angielskich karykaturzystów.

## Życiorys
John Tenniel urodził się w rodzinie Johna Baptista Tenniela, hugenockiego szermierza i tancerza oraz Elizy Marii Tenniel. John Tenniel miał dwóch braci i trzy siostry. W 1840 doznał poważnego urazu prawego oka w trakcie szermierki — zostało ono trafione klingą ojca, na której brakowało wtedy punty. Stan oka pogarszał się przez lata, ostatecznie doprowadzając do utraty wzroku w nim.
Tenniel został przyjęty na okres próbny studiów w Royal Academy of Arts w 1842. Był jednak sfrustrowany tamtejszymi metodami nauczania i postanowił kształcić się w malarstwie i rysunku samodzielnie. W tym samym roku zadebiutował jako ilustrator książkowy, pracując nad The Book of British Ballads Samuela Cartera Halla.
W 1850 został zaproszony do współtworzenia z Johnem Leechem politycznych karykatur w magazynie „Punch”. Jego zadaniem było podążanie za linią ideową czasopisma, liberalnego magazynu opisującego napięcia w parlamencie, radykalizujący się ruch robotniczy, wojny, gospodarkę i zmieniające się wiktoriańskie społeczeństwo. Jego pierwsza karykatura, Lord Jack the Giant Killer przedstawiała Lorda Johna Russella napadającego na kardynała Wisemana. Stopniowo zaczął ilustrować coraz ważniejsze tematy, ostatecznie całkowicie przejmując posadę karykaturzysty politycznego po śmierci Leecha w 1864. Jego prace z lat 60. XIX w. spopularyzowały stereotypowy wizerunek Irlandczyka jako stworzenia niższego niż człowiek, ulegającego żądzom i przypominającego orangutana. Karykatury Tenniela powstawały w opozycji do irlandzkiego nacjonalizmu, często przedstawiały Hibernię, personifikację Irlandii, jako piękną kobietę atakowaną przez „potwornych Irlandczyków” i szukającą oparcia w uzbrojonej starszej siostrze, Britannii. Jego najsłynniejszą karykaturą była ilustracja Dropping the Pilot dotycząca rezygnacji kanclerza Rzeszy Ottona von Bismarcka (1815–1898) ze stanowiska w 1890 roku. 
Tenniel stworzył tysiące karykatur i setki ilustracji, ale jest najbardziej znany jako twórca ilustracji do Alicji w krainie czarów (Londyn, Macmillan, 1865) oraz Po drugiej stronie lustra (Londyn, Macmillan, 1871). Carroll był regularnym czytelnikiem „Puncha”, dlatego szukając ilustratora, zgłosił się właśnie do Tenniela. Drugie wydanie Alicji z 1865 roku (pierwsze było wydane w dwóch tysiącach egzemplarzy na słabej jakości papierze) stało się bestsellerem, cementując sławę Tenniela jako ilustratora.
W 1893 otrzymał tytuł rycerski od królowej Wiktorii (po rekomendacji Gladstone’a) za zasługi w sferze publicznej i pracę artystyczną. Był pierwszym rysownikiem Wielkiej Brytanii, który otrzymał takie wyróżnienie. 
Tenniel zmarł 25 lutego 1914 w Londynie. Został pochowany na cmentarzu Kensal Green w Londynie.